# Criminalité en Californie
 (mai 2023).
La criminalité en Californie correspond aux crimes commis au sein de l'État américain de Californie.

## Statistiques de l'État
En 2019, 1 096 668 crimes sont signalés en Californie dont 1 679 meurtres, 14 720 viols et 915 197 atteintes aux biens. En 2019, 1 012 441 adultes ont été arrêtés ainsi que 43 181 mineurs en Californie.
En 2014, 1 697 personnes sont victimes d'homicide. 30 % des homicides sont liés aux gangs, 28 % ont eu lieu lors de querelles non précisées, 9 % sont commis dans la sphère domestique et 7 % à un vol qualifié. Les causes du reste des homicides demeurent inconnue. En 2017, le taux de crimes violents en Californie a augmenté de 1,5 % et est le 14e taux le plus élevé parmi les 50 États.
| Nombre de crimes pour 100 000 personnes en 2004 (taux de criminalité) | Nombre de crimes pour 100 000 personnes en 2004 (taux de criminalité) | Nombre de crimes pour 100 000 personnes en 2004 (taux de criminalité) | Nombre de crimes pour 100 000 personnes en 2004 (taux de criminalité) | Nombre de crimes pour 100 000 personnes en 2004 (taux de criminalité) | Nombre de crimes pour 100 000 personnes en 2004 (taux de criminalité) | Nombre de crimes pour 100 000 personnes en 2004 (taux de criminalité) | Nombre de crimes pour 100 000 personnes en 2004 (taux de criminalité) | Nombre de crimes pour 100 000 personnes en 2004 (taux de criminalité) | Nombre de crimes pour 100 000 personnes en 2004 (taux de criminalité) | Nombre de crimes pour 100 000 personnes en 2004 (taux de criminalité) | Nombre de crimes pour 100 000 personnes en 2004 (taux de criminalité) |
| Taux de crimes violents                                               | Taux de crimes violents                                               | Taux de crimes violents                                               | Taux de crimes violents                                               | Taux de crimes contre les biens                                       | Taux de crimes contre les biens                                       | Taux de crimes contre les biens                                       | Taux de crimes contre les biens                                       | Taux de crimes contre les biens                                       | Taux de crimes contre les biens                                       | Total                                                                 | Rang                                                                  |
| Population                                                            | Crime violent                                                         | Homicide                                                              | Viol                                                                  | Vol                                                                   | Agression grave                                                       | Atteintes aux biens                                                   | Cambriolage                                                           | Larcin                                                                | Vol de véhicule à moteur                                              | Total                                                                 | Rang                                                                  |
| --------------------------------------------------------------------- | --------------------------------------------------------------------- | --------------------------------------------------------------------- | --------------------------------------------------------------------- | --------------------------------------------------------------------- | --------------------------------------------------------------------- | --------------------------------------------------------------------- | --------------------------------------------------------------------- | --------------------------------------------------------------------- | --------------------------------------------------------------------- | --------------------------------------------------------------------- | --------------------------------------------------------------------- |
| 35 893 799                                                            | 551.8                                                                 | 6.7                                                                   | 26,8                                                                  | 172.1                                                                 | 346.3                                                                 | 3 419,0                                                               | 685.1                                                                 | 2 030,1                                                               | 703.8                                                                 | 11 970,8                                                              | 26                                                                    |

| Année | Population | Indice    | Violent | Propriété | Meurtre | Viol   | Vol     | Agression aggravée | Cambriolage | Larcin  | Vol de véhicule |
| ----- | ---------- | --------- | ------- | --------- | ------- | ------ | ------- | ------------------ | ----------- | ------- | --------------- |
| 1960  | 15 717 204 | 546 069   | 37 558  | 508 511   | 616     | 2 859  | 18 796  | 18 796             | 143 102     | 311 956 | 53 453          |
| 1970  | 19 953 134 | 1 264 854 | 94 741  | 1 170 113 | 1 376   | 7 005  | 45 083  | 45 083             | 349 788     | 682 811 | 137 514         |
| 1980  | 23 532 680 | 1 264 854 | 210 290 | 1 633 042 | 3 411   | 13 693 | 102 766 | 102 766            | 545 138     | 913 070 | 174 834         |
| 1990  | 29 760 021 | 1 965 237 | 311 051 | 1 654 186 | 3 553   | 12 688 | 182 602 | 182 602            | 400 392     | 951 580 | 302 214         |
| 2000  | 33 871 648 | 1 266 714 | 210 531 | 1 056 183 | 2 079   | 9 785  | 60 249  | 138 418            | 222 293     | 651 855 | 182 035         |
| 2010  | 37 338 198 | 1 146 072 | 164 133 | 981 939   | 1 809   | 8 331  | 58 116  | 95 877             | 228 857     | 600 558 | 152 524         |
| 2016  | 39 250 017 | 1 176 866 | 174 796 | 1 002 070 | 1 930   | 10 149 | 54 789  | 104 375            | 188 304     | 637 010 | 176 756         |
| 2017  | 39 613 045 | 1 173 972 | 178 553 | 986 769   | 1 829   | 14 724 | 56 609  | 105 391            | 176 638     | 641 804 | 168 327         |
| 2018  | 39 825 181 | 1 126 387 | 176 866 | 940 998   | 1 739   | 15 500 | 54 312  | 105 315            | 164 540     | 621 288 | 155 170         |
| 2019  | 39 959 095 | 1 096 668 | 173 205 | 915 197   | 1 679   | 14 720 | 52 050  | 104 756            | 151 596     | 622 869 | 140 732         |

## Par emplacement

### Los Angeles
En 2010, 293 homicides sont recensés à Los Angeles. Ces chiffres correspondent à un taux de 7,6 pour 100 000 habitants. Les meurtres à Los Angeles ont diminué depuis l'année record de 1993, lorsque le taux d'homicides était de 21,1 (pour 100 000 habitants).

## Procédure légale
Faisant partie des cinquante États des États-Unis, la Californie applique la procédure pénale du droit commun. La principale source de loi de la procédure pénale californienne est le Code pénal californien, et sa partie 2, intitulée « De la procédure pénale ».
Chaque année en Californie, environ 150 000 crimes violents et 1 million d'atteintes aux biens ont lieu. Comptant une population d'environ 40 millions d'habitants, environ 1,2 million d'arrestations sont effectuées chaque année en Californie. Les Cours Supérieures de Californie traitent environ 270 000 affaires criminelles, 900 000 délits et 5 millions d'infractions chaque année. Actuellement 130 000 personnes purgent leur peine dans une des prisons d'État et 70 000 personnes dans des prisons de comté. Parmi ceux-ci, 746 personnes ont été condamnées à mort.

### Police
En 2008, la Californie compte 509 organismes étatiques et locaux maintenant l'ordre public. Ces agences emploient 126 538 personnes au total. Parmi ces employés, 79 431 sont des agents assermentés (caractérisés par le fait qu'ils disposent de pouvoirs généraux d'arrestation).

#### Ratio de policiers
En 2008, le ratio de policiers en Californie est de 217 policiers pour 100 000 habitants.

### Lois sur la peine capitale
La peine de mort (aussi connue sous le nom de peine capitale) est appliquée en Californie. En mars 2019, Gavin Newsom, étant à ce moment gouverneur, suspend l'application de la peine de mort.

## Crime organisé
Le crime organisé en Californie englobe les activités criminelles de bandes organisés, de gangs, d'extrémistes criminels et de terroristes. Traditionnellement, les crimes organisés sont ceux de la mafia américaine, similaire à la mafia sicilienne et de la Camorra. Les réseaux criminels eurasiens sont spécialistes des crimes en col blanc, de la fraude, de la prostitution et de la traite d'êtres humains. Les cellules criminelles d'Asie du Sud-Est, d'Amérique latine et d'Europe de l'Est affectent la sécurité publique et l'économie de l'État.

### Gangs
Trois catégories de gangs criminels sont implantés en Californie : les gangs criminels de rue, les gangs de prison et les gangs de motards illégaux. Les crimes commis généralement par les gangs sont les agressions, le vol de voitures, les fusillades au volant, la fabrication illégale de drogues et de stupéfiants, le trafic de drogues et de stupéfiants, la falsification, la fraude, les violations de domicile, le vol d'identité, le meurtre, le trafic d'armes, l'intimidation de témoins et la violence contre les forces de l'ordre.

### Terrorisme
Les extrémistes nationaux d'organisation criminelle comprennent divers groupes suprémacistes. Les terroristes internationaux comprennent Al-Qaïda, le Hamas, Mujahedin-e-Khalq (MEK) et Jamaat ul-Fuqra (JUF).